# Fórmula integral de Cauchy

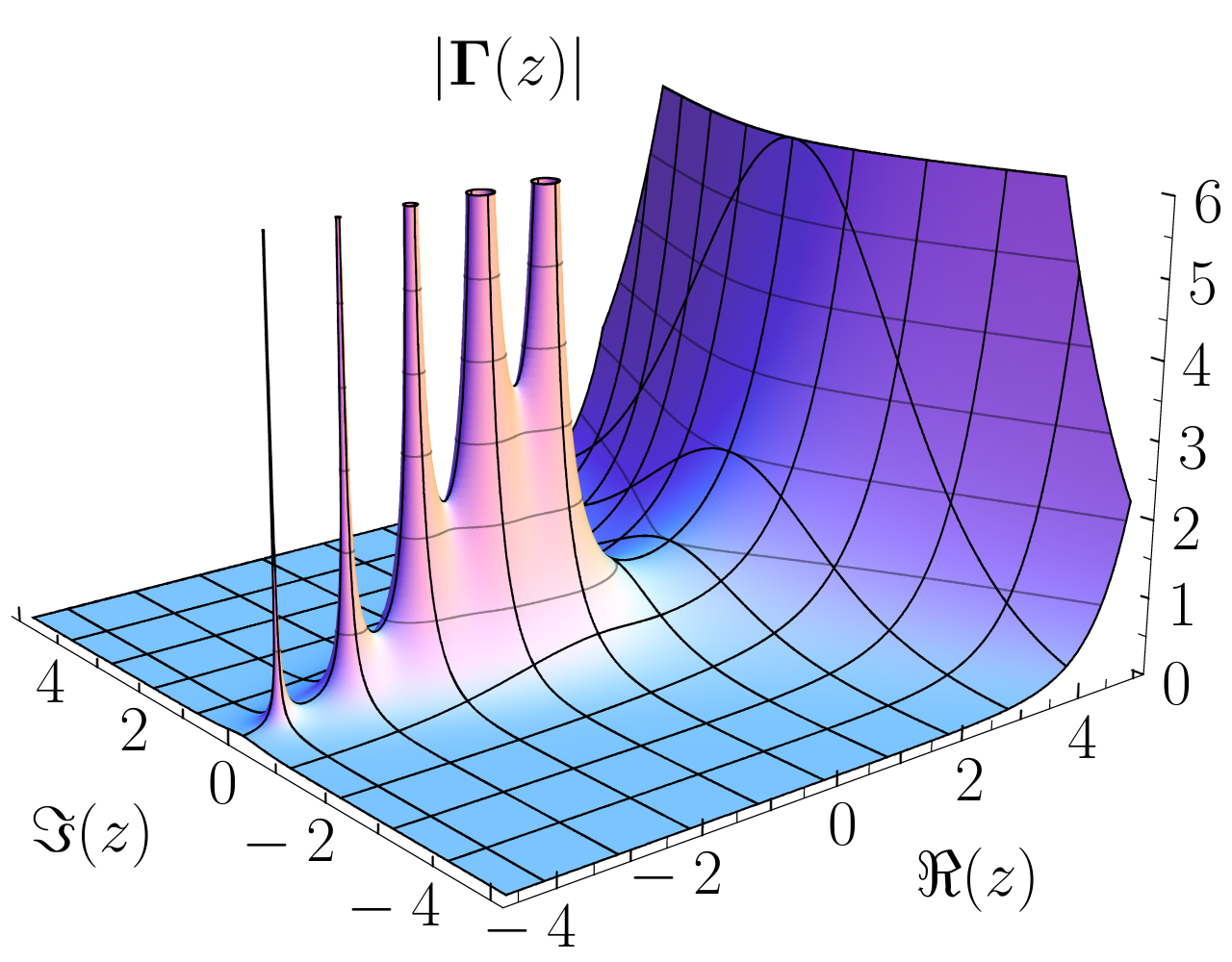
Fórmula integral de Cauchy

Em matemática, a fórmula integral de Cauchy, nomeada em homenagem a Augustin Louis Cauchy, é um teorema central na análise complexa. Ela pode ser expressa pelo fato de que uma função holomorfa, definida sobre e dentro de uma curva simples fechada C, é completamente determinada pelos seus valores na fronteira dessa curva.

## O teorema
Seja {\displaystyle f:U\to \mathbb {C} } uma função holomorfa definida no conjunto simplesmente conexo {\displaystyle U} e um contorno simplesmente fechado C em {\displaystyle U}. Então, temos que para todo z0 no interior de C
{\displaystyle f(z_{0})={\frac {1}{2\pi i}}\oint \limits _{C}{f(z) \over z-z_{0}}\,dz}
onde a integral de contorno é tomada em sentido anti-horário.
A prova dessa equação utiliza o teorema de integral de Cauchy e, assim como o teorema, necessita apenas que f seja analítica. Pode-se, a partir dessa fórmula e dessa exigência, deduzir que
{\displaystyle \left.{\frac {d^{n}f}{dz^{n}}}\right|_{z=z_{0}}={\frac {n!}{2\pi i}}\oint \limits _{C}{f(z) \over (z-z_{0})^{n+1}}\,dz.}
denominada integral de Cauchy generalizada. A integral de Cauchy em sua versão generalizada afirma que, se uma função é analítica em um ponto, então suas derivadas de todas as ordens existem nesse ponto e, além disso, são analíticas nesse ponto.

## A ideia da prova
Para demonstrarmos a fórmula, começamos observando que a função holomorfa {\displaystyle F:U-\{a\}\to \mathbb {C} } definida por {\displaystyle F(z)={\frac {f(z)-f(a)}{z-a}}} , por ter derivada nesse ponto, possui uma singularidade removível em {\displaystyle z=a}, e portanto vale o teorema integral de Cauchy: {\displaystyle 0=\oint _{C}F(z)dz=\oint _{C}{\frac {f(z)-f(a)}{z-a}}dz}. Portanto, {\displaystyle \oint _{C}{\frac {f(z)}{z-a}}dz=\oint _{C}{\frac {f(a)}{z-a}}dz=f(a)2\pi i}, o que implica o teorema.

## Funções Não Holomorfas
Para uma função não holomorfa, as condições de Cauchy-Riemann não são satisfeitas, ou seja:
{\displaystyle {\frac {\partial f}{\partial z^{*}}}\neq 0}
e a fórmula de Cauchy torna-se
{\displaystyle f(z_{0})={\frac {1}{2\pi \mathrm {i} }}\oint \limits _{\partial \Gamma }{\frac {f(z)}{z-z_{0}}}dz-{\frac {1}{2\pi \mathrm {i} }}\iint \limits _{\Gamma }{\frac {\partial f}{\partial z^{*}}}{\frac {dz\wedge dz^{*}}{z-z_{0}}}}
importante notar que a 2-forma {\displaystyle \omega ^{2}={\frac {1}{2\pi \mathrm {i} }}{\frac {\partial f}{\partial z^{*}}}{\frac {dz\wedge dz^{*}}{z-z_{0}}}} se anula sempre que f é analítica, e retornamos à Fórmula de Cauchy usual.